# Ottenbüttel
Ottenbüttel er en by og kommune i det nordlige Tyskland, beliggende i Amt Itzehoe-Land under Kreis Steinburg. Kreis Steinburg ligger i den sydvestlige del af delstaten Slesvig-Holsten.

## Geografi
Ottenbüttel ligger seks kilometer nord for Itzehoe.
Motorvejen A23 går gennem kommunen. Vandløbene Bekau og Mühlenbach løber gennem området.